# Professor Longhair
Professor Longhair, eigentlich Henry Roeland Byrd (* 19. Dezember 1918 in Bogalusa, Louisiana; † 30. Januar 1980 in New Orleans, Louisiana), war ein US-amerikanischer Musiker, der als Sänger, Komponist und Pianist dem Rhythm and Blues New Orleans’ besonders in dessen früher Phase Impulse gab und darüber hinaus einige Klassiker des Mardi Gras verfasste, die bis zum heutigen Tage zum Standardprogramm des dortigen Karnevals gehören. Er prägte Rock ’n’ Roll, Soul, Funk und Ska, indem er jüngere Musiker aus New Orleans wie z. B. Fats Domino, Huey „Piano“ Smith, Allen Toussaint, The Meters und die jamaikanischen Gründerväter der dortigen Schallplattenindustrie Duke Reid und Coxsone Dodd beeinflusste. Nach seiner Wiederentdeckung inspirierte Professor Longhair Musiker wie Dr. John oder die Neville Brothers; Paul McCartney gehört zu seinen erklärten Bewunderern.

## Biographie

### Frühe Jahre
Seit seinem zweiten Lebensjahr lebte der später „Professor Longhair“ oder „Fess“ genannte Musiker in New Orleans. Seine Mutter Ella Mae Byrd spielte selbst in Jazz-Bands das Piano und förderte schon früh das musikalische Talent ihres Sohnes. Geld verdiente sich Henry als Jugendlicher mit Straßen-Stepptanz sowie mit einem Werbesong für Schlangenöl-Medizin. Sein erstes Klavier fand er angeblich im Sperrmüll, diverse Tasten fehlten, was Henry nicht vom Spielen abhielt. Später arbeitete er als Koch, kurzzeitig auch als Boxer, und immer wieder betätigte er sich als Kartenspieler. Um 1937 fand er als Pianist und Gitarrist erstmals ein größeres Publikum: er spielte vor Kollegen, die mit ihm in Arbeitsbeschaffungsprogrammen der Regierung Roosevelt arbeiteten. Beeinflusst war sein Spiel damals auch vom Boogie-Woogie des kreolischen New Orleans-Musikers Tuts Washington (1907–1984).
Mit der Übernahme des Titels „Professor“ knüpft er an eine alte Tradition der Stadt an. Schon zu Beginn des Jahrhunderts werden die Pianisten im Bordellviertel von ihrem Publikum so genannt. Sein krauses Haar lässt er lang wachsen, was den zweiten Teil des Künstlernamens erklärt.

### Erfolge
Longhair diente im Zweiten Weltkrieg bis zum Jahr 1943. Ab 1947/48 nahm seine Laufbahn als Profi-Musiker Konturen an: er trat im örtlichen Caledonia Club auf und erhielt dort auch seinen Künstlernamen. Seine Band „Professor Longhair and the Four Hairs“ verdrängte die Combo des Bandleaders Dave Bartholomew, mit dem auch der später so erfolgreiche Fats Domino auftrat. 1949 nahm Longhair dann seine ersten Schallplatten auf, unter anderem vier Stücke für das Star Talent-Label, darunter das legendäre Mardi Gras in New Orleans. Seine Begleitband nannte sich damals aus unerfindlichen Gründen The Shuffling Hungarians. In die Rhythm-&-Blues-Charts kam Longhair allerdings erst 1950 als Roy Byrd & his Blues Jumpers mit dem Hit Bald Head, der auf Platz 5 landete. Die Platte erschien bei Mercury Records und sollte Longhairs einziger nationaler Chart-Hit bleiben.
In New Orleans und in Louisiana wurde Fess aber schnell zu einer Musikgröße. Sein „Mambo-Rumba-Boogie-Stil“ beeinflusste alle Mardi Gras-Klavierspieler, die nach ihm kamen. Dabei spielte der Professor mit einer Hand Boogie-Woogie Bassläufe, synkopierte mit der anderen und sang dazu in seinem unverkennbaren Stil, der auch Elvis Presley inspiriert haben soll. In seiner Musik waren, neben den Rhythmen der Karnevalsparaden und des Zydeco, auch karibische Einflüsse - wie Calypso-Anklänge - zu bemerken; einige von Longhairs Vorfahren stammten von den Westindischen Inseln.
1953 nahm Longhair seinen unvergessenen Titel Tipitina auf. Seit 1977 nennt sich auch ein bekannter Nachtclub in New Orleans nach dem Song. Longhair arbeitete inzwischen für das Plattenlabel Atlantic, wo Kenner populärer Musik wie Jerry Wexler und Ahmet Ertegün produzierten und komponierten. 1959 spielte Professor Longhair nochmals seine Nummer Mardi Gras ein. Es ist diese Version des Songs, die seither regelmäßig beim Karneval in New Orleans erklingt, die „definitive“ Fassung also. 1964/65 wurde eine aufwändige Produktion des Songs Big Chief angeschoben, danach ging es für Fess aber einige Jahre bergab: er musste als Hausmeister arbeiten, fegte – bittere Ironie – Plattenläden aus oder versuchte sich wieder beim Kartenspiel. Zudem verlor er eines seiner Kinder durch ein Gewaltverbrechen.

### Wiederentdeckung
Junge R&B-Fans entdeckten den verarmten und teilweise vergessenen Longhair jedoch Anfang der 1970er neu, Fess trat 1971 beim größten Musikfestival des Bundesstaates, dem Jazz & Heritage Festival auf und wurde enthusiastisch gefeiert. 1973 war Longhair zu Gast beim Montreux Jazz Festival. 1975 trat er bei einer privaten Party des Ex-Beatle Paul McCartney an Bord der alten Queen Mary auf. Ab 1977 hatte Longhair endlich in dem erwähnten Nachtclub wieder einen regulären Auftrittsort, Bekanntheiten wie Robbie Robertson und Robert Plant besuchten seine Vorstellungen. 1978 ging Fess auf seine erste Europa-Tour, 1979 auf eine US-Tournee; sogar ein Auftritt im Vorprogramm der Punkband The Clash war geplant.
1979 bekam Professor Longhair zum ersten Mal in seinem Leben freie Hand bei der Produktion eines eigenen Albums. Außerdem wurde ein Dokumentarfilm über ihn gedreht. Longhair starb vor Fertigstellung des Streifens, genau einen Tag vor der Veröffentlichung seines neuen Albums Crawfish Fiesta (Alligator Records). Das Album wurde mit dem W. C. Handy Preis 1980 für das beste zeitgenössische Bluesalbum ausgezeichnet und im Jahr darauf das Album „The London Concert“.
Im November 1981 wurde er in die Blues Hall of Fame, im Januar 1992 in die Rock and Roll Hall of Fame aufgenommen. Für die Wiederveröffentlichung seiner frühen Atlantic-Aufnahmen bekam er 1987 postum einen Grammy verliehen. Dank Verwendung seiner Songs in internationalen TV-Werbespots ist die Musik Professor Longhairs heute vielleicht präsenter, als sie es zu seinen Lebzeiten je war.

## Die Sessions
Die Musik Professor Longhairs lebte im Wesentlichen in Live-Auftritten. Studioaufnahmen des Professors waren vergleichsweise selten und litten in mehrerlei Hinsicht an einem erheblichen Mangel an Kontinuität.
Seit 1949 spielte Professor Longhair für eine Reihe von Labels Aufnahmen ein, von denen nur einzelne zeitnah veröffentlicht wurden. Eine Reihe von Aufnahmen wurden gar nicht, andere erst Jahre oder gar Jahrzehnte später veröffentlicht.
Viele Aufnahmen Longhairs wurden insbesondere in den frühen 1950er-Jahren unter verschiedenen Namen veröffentlicht. Die Notwendigkeit, einen abweichenden Namen für eine Veröffentlichung zu wählen, beruhte zumeist auf vertraglichen Gründen. So wurden beispielsweise einige Mercury-Aufnahmen aus dem Frühjahr 1950 zu einer Zeit eingespielt und veröffentlicht, als Professor Longhair (unter diesem Namen) einen Exklusivvertrag mit dem kleinen Label Star Talent hatte. Um einen Konflikt mit Star Talent zu vermeiden, veröffentlichte Mercury die Aufnahmen unter dem Namen Roy Byrd And His Blues Jumpers. Ähnlich verhielt es sich mit den (wenigen) Aufnahmen für das kleine Wasco-Label aus Memphis, Tennessee, aus dem Herbst 1950, für die Professor Longhair den Namen Robert Boyd erhielt.
In musikalischer Hinsicht wiederholen sich viele von Longhairs Themen über die Jahrzehnte hinweg. Viele Lieder wurden immer wieder neu eingespielt. Sie unterschieden sich wesentlich im Arrangement, gelegentlich erhielten sie auch andere Bezeichnungen. Mardi Gras in New Orleans etwa spielte Professor Longhair zwischen 1949 und 1978 in mindestens sieben verschiedenen Versionen ein. In einem direkten Vergleich der unterschiedlichen Versionen eines Liedes lässt sich die musikalische Entwicklung Longhairs gut nachverfolgen.
Einige Lieder wurden im Laufe der Jahre mit unterschiedlichen Bezeichnungen eingespielt. Der Klassiker Got My Mojo Working hieß auf Longhairs letztem Album „Crawfish Fiesta“ beispielsweise Got My Red Beans Cooking, und das Instrumentalstück 501 Stomp wurde auf einigen Einspielungen auch als Longhair Stomp oder Stompin’ with Fess bezeichnet.

### Star Talent, November 1949
Die erste Studioaufnahme Longhairs. Vier Einspielungen, veröffentlicht unter dem Namen Professor Longhair And His Shuffling Hungarians:
- She Ain’t Got No Hair
- Bye Bye Baby
- Professor Longhair’s Boogie
- Mardi Gras in New Orleans

### Atlantic, Dezember 1949
Neun Aufnahmen, veröffentlicht unter den Namen Professor Longhair And His New Orleans Boys:
- Hey Now Baby
- Mardi Gras in New Orleans (2 Versionen)
- She Walks Right In (2 Versionen)
- Walk Your Blues Away
- Professor Longhair Blues
- Boogie Woogie (instrumental)
- Longhair’s Blues-Rhumba

Zwei weitere Aufnahmen wurden unter dem Namen Roy „Bald Head“ Byrd And His New Orleans Rhythm veröffentlicht:
- Hey Little Girl
- Willie Mae

### Mercury, Februar 1950
Fünf Aufnahmen, veröffentlicht unter dem Namen Roy Byrd And His Blues Jumpers:
- Byrd’s Blues
- Her Mind Is Gone
- Bald Head
- Hey Now Baby
- Oh Well

### Mercury, Juli 1950
Fünf Aufnahmen, veröffentlicht unter dem Namen Roy Byrd And His Blues Jumpers:
- Hadacol Bounce (2 Versionen)
- Longhair Stomp
- Been Foolin’ You
- Between the Night and Day

### Wasco, Herbst 1950
Zwei Aufnahmen, veröffentlicht unter dem Namen Robert Boyd:
- East St. Louis Blues (eine Variation von „Mardi Gras in New Orleans“)
- Boyd’s Bounce

### Federal, 4. Dezember 1951
Vier Aufnahmen, veröffentlicht unter dem Namen Roy „Bald Head“ Byrd:
- K.C. Blues
- Curly Haired Baby
- Rockin’ with Fess
- Gone so Long

### Atlantic, November 1953
Vier Aufnahmen, veröffentlicht unter dem Namen Professor Longhair And His Blues Scholars:
- In the Night
- Tipitina
- Ball the Wall (eine Weiterentwicklung von „Boyd’s Bounce“)
- Who’s Been Foolin’ You

### Ebb Records, 18. März 1957
Sechs Aufnahmen, veröffentlicht unter dem Namen Professor Longhair And His Band:
- No Buts - No Maybes
- Cry Pretty Baby
- Look What You’re Doing to Me
- Misery
- Looka No Hair
- Baby Let Me Hold Your Hand

### House Party New Orleans Style - The Lost Sessions 1971-1972
Insgesamt etwa 15 Aufnahmen, die überwiegend 1971, teilweise auch 1972 eingespielt wurden. Es handelt sich um die ersten Einspielungen nach der „Wiederentdeckung“, d. h. nach einer mehrjährigen musikalischen Pause von Professor Longhair. Vier Aufnahmen entstanden im Juni 1972 in den Ardent Studios in Memphis, Tennessee, unter ihnen Junco Partner und eine Version von Tipitina. Zu den Begleitmusikern gehörten hier unter anderem der Gitarrist Snooks Eaglin und der Schlagzeuger Zigaboo Modeliste. Die Aufnahmen wurden zunächst nicht veröffentlicht und wurden erst 1987, sieben Jahre nach Longhairs Tod, wiederentdeckt. Burkhardt Seiler brachte sie zusammen mit anderen bislang unveröffentlichten Longhair-Einspielungen 1987 auf seinem Berliner Label Zensor unter dem Titel House Party New Orleans Style - The Lost Sessions 1971-1972 heraus.

### EmArcy 1974
Neueinspielungen weitgehend bekannter Lieder in neuen Arrangements.

## Ehrentitel
- The Picasso of Keyboard-Funk
- The Bach of Rock & Roll (Allen Toussaint)
- It's Louis Armstrong after 47 shots of espresso. The man can play. (Coldbacon.com)

## Zitate
- „I'm a little rowdy with my playing“ (Professor Longhair)
- „If I'm so great, I wonder why I don't have some terrific contract.“ (dt.: „Wenn ich wirklich so großartig bin, warum habe ich dann keinen sagenhaften [Platten-]Vertrag?“, Professor Longhair, 1976)